# Клён крупнозубчатый
Клён крупнозубчатый (лат. Acer grandidentatum, англ. Bigtooth Maple) — вид деревьев рода Клён семейства Сапиндовые (Sapindaceae).  Близко родственен Клёну сахарному и считается некоторыми ботаниками его подвидом под названием 
Acer saccharum Marshall subsp. grandidentatum (Nutt.) Desmarais, или Acer saccharum subsp. grandidentatum (Torr. & A.Gray) Desmarais.

## Ареал и экология
Этот вид деревьев естественно произрастает в континентальных областях запада Северной Америки, встречаясь отдельными популяциями от западной Монтаны в США на юг до Коауила в северной Мексике.
Обычно растёт на несколько щелочных почвах, но может адаптироваться ко многим типам хорошо дренированных почв, от песчаных до глиняных и даже к чисто известковым белым почвам. Предпочитает долины, каньоны и острова в горных речках, в первую очередь в горных районах, таких как закрытые от ветров каньоны  Плато Эдварда в Техасе (где популяция этих клёнов защищена в природной зоне Лост Мэплз). Хотя континентальный климат преобладает во всех областях ареала этого клёна, в Ванкувере он встречается и в области с морским климатом. Это дерево медленно растёт в молодости и редко болеет.

## Описание
Это листопадное дерево от малого до среднего размера достигает 10–15 м в высоту и диаметра ствола до 20–35 см.
Кора имеет цвет от тёмно-коричневого до серого, с тонкими трещинками; она тонкая и легко повреждается.
Листья противостоящие, простые, 6–12 см длиной и шириной, с тремя или пятью крупными лопастями с тупыми концами, три лопасти крупные и две небольшие (представлены не всегда) у основания листа; каждая из трёх главных лопастей имеет 3–5 маленьких подлопастей. Осенью листья приобретают золотисто-жёлтую или красную окраску (эта особенность менее выражена в более тёплых областях).
Жёлто-зелёные цветы появляются вместе с листьями в середине весны; они собраны в кисти по 5–15. Размер цветка 4–5 мм в диаметре, цветоножки отсутствуют.
Плод — парная крылатка (два орешка с крылышками соединены у основания) от красного до красновато-розового цвета, ранней осенью становится коричневой; орешек округлый, 7–10 мм в диаметре, вместе с крылышком 2–3 см в длину.

## Классификация

### Таксономия
Вид Клён крупнозубчатый входит в род Клён (Acer) семейства Сапиндовые (Sapindaceae).
|  |                                      |  |                                                       |                                                       |                      |  | ещё 8 семейств (согласно Системе APG II) | ещё 8 семейств (согласно Системе APG II) |                         |  |  |  | ещё более 100 видов |
|  |                                      |  |                                                       |                                                       |                      |  | ещё 8 семейств (согласно Системе APG II) | ещё 8 семейств (согласно Системе APG II) |                         |  |  |  | ещё более 100 видов |
|  |                                      |  |                                                       | порядок Сапиндоцветные                                |                      |  |                                          |                                          | род Клён                |  |  |  |                     |
|  |                                      |  |                                                       | порядок Сапиндоцветные                                |                      |  |                                          |                                          | род Клён                |  |  |  |                     |
|  | отдел Цветковые, или Покрытосеменные |  |                                                       |                                                       | семейство Сапиндовые |  |                                          |                                          | вид Клён крупнозубчатый |  |  |  |                     |
|  | отдел Цветковые, или Покрытосеменные |  |                                                       |                                                       | семейство Сапиндовые |  |                                          |                                          |                         |  |  |  |                     |
|  |                                      |  | ещё 44 порядка цветковых растений (по Системе APG II) | ещё 44 порядка цветковых растений (по Системе APG II) |                      |  |                                          | ещё 140—150 родов                        | ещё 140—150 родов       |  |  |  |                     |
|  |                                      |  |                                                       | ещё 44 порядка цветковых растений (по Системе APG II) |                      |  |                                          |                                          | ещё 140—150 родов       |  |  |  |                     |

## Использование
Иногда это дерево высаживают в качестве декоративного, ценя его засухоустойчивость и способность расти в горных районах.